# Indampen
Indampen is een natuurkundig proces, waarbij stoffen met een hoog kookpunt (vaste stoffen maar in de organische synthese ook vaak vloeistoffen) die opgelost zijn in een oplosmiddel geconcentreerd worden door het oplosmiddel te verdampen.  De term indampen wordt doorgaans gebruikt als de opgeloste stof de gezochte verbinding is.

## Vaste opgeloste stof
Als het smeltpunt van de opgeloste stof boven de temperatuur van de oplossing ligt zal op een gegeven moment de vaste stof neerslaan en als al het oplosmiddel is verdampt blijft de droge, vaste stoffen over.
Het proces is gelijk aan dat van destillatie, afgezien van het feit dat bij destillatie het oplosmiddel na het verdampen weer wordt gecondenseerd en vervolgens wordt opgevangen.  De term destillatie wordt doorgaans gebruikt als het destillaat de gezochte stof is.  
Een voorbeeld van indampen is de vorming van keukenzoutkristallen uit een natriumchloride-oplossing
{\displaystyle \mathrm {Na^{+}\ +\ Cl^{-}\longrightarrow \ NaCl} }
Een ander voorbeeld is de bereiding van jam, waarbij de oplossing door indampen geconcentreerd wordt, waardoor de jam lang houdbaar wordt.
In een suikerfabriek wordt het proces van indampen ook toegepast, waarbij uit het dunsap het diksap wordt verkregen.

## Organische synthese
Ligt het smeltpunt van de opgeloste stof lager dan de temperatuur waarbij het oplosmiddel verdampt wordt, dan blijft een olie over.  In de organische synthese wordt het oplosmiddel, vaak een laagkokende koolwaterstof of verbindingen als ether of dichloormethaan meestal opgevangen voor hergebruik of in ieder geval 
ter voorkoming van milieuschade.  Door onder verminderde druk te werken is het mogelijk de genoemde oplosmiddelen al bij kamertemperatuur te laten verdampen.  